# Os Defensores
The Defenders (Br/Prt: Os Defensores) é uma minissérie estadunidense criada para Netflix por Douglas Petrie e Marco Ramirez, baseada na equipe homônima, da Marvel Comics. Ela está situada no Universo Cinematográfico Marvel, compartilhando a continuidade com os filmes da franquia e é a conclusão de uma série de shows feitas pela Marvel e Netflix. A minissérie é produzida pela Marvel Television em parceria com a ABC Studios, com Ramirez servindo como showrunner.
The Defenders estrela Charlie Cox como Matt Murdock / Demolidor, Krysten Ritter como Jessica Jones, Mike Colter como Luke Cage e Finn Jones como Danny Rand / Punho de Ferro, todos reprisando seus papéis de suas séries individuais. Élodie Yung também estrela como Elektra Natchios, reprisando seu papel de Daredevil. O desenvolvimento da série começou no final de 2013, com Cox sendo o primeiro ator escolhido em maio de 2014, e Jones sendo o último ator lançado em fevereiro de 2016. Petrie e Ramirez juntaram-se como showrunners em abril de 2016, após trabalharem juntos na mesma função na produção da segunda temporada de Daredevil. No entanto, Petrie deixou seu posto de showrunner da minissérie no início das filmagens em Nova York em outubro de 2016; Todas as filmagens foram concluídas em março de 2017.

## Premissa
Alguns meses após os eventos da segunda temporada de Daredevil, os super-heróis Demolidor, Jessica Jones, Luke Cage e Punho de Ferro formam uma equipe na cidade de Nova York para destruir a seita que se instalou na cidade liderada pela misteriosa e enigmática Alexandra e dos grupos do Tentáculo.

## Elenco e personagens

### Principal
- Charlie Cox como Matt Murdock / Demolidor

Um advogado cego que quando criança foi acidentalmente banhado em resíduos quimicos nos olhos que o deixaram cego, mas acabou ganhando sentidos sobre-humanos. ele usa seus poderes para atuar como o herói conhecido como Demolidor. Cox afirmou que a segunda temporada de Demolidor, onde Murdock luta ao lado de Elektra, preparou Murdock para os Defensores, dizendo: "Algo que é muito complicado para Matt é permitir que qualquer pessoa o ajude. Ele acha impossível pedir ajuda. Uma das lições que ele vai ter que aprender é que ele precisa de outras pessoas, ele precisa de ajuda, todos nós precisamos de ajuda". Cox também sentiu que Murdock e Jessica Jones teriam um "relacionamento ardente" na série, uma vez que ambos os personagens são "bastante dogmáticos e bastante teimosos".
- Krysten Ritter como Jessica Jones

Uma ex-heroína que sofre de transtorno de estresse pós-traumático, que tem a sua própria agência de detetives, a Alias investigações. Ritter afirmou que vai ser interessante ver o que obriga Jessica se juntar com os outros heróis, já que "ela não quer ser uma heroína, ela não quer nada com isso." 
- Mike Colter como Luke Cage

Um ex-presidiário que devido a um experimento científico que sofreu na prisão de Seagate, adquriu uma pele indestrutível, deixando-o a prova de balas e resistente a danos corporais. Luke se mudou para o Harlem depois de fugir da cadeia, e vendo o crime crescer em seu bairro, decidiu usar seus poderes para combater criminosos e salvar seu bairro do crime. Tem um caso com Claire Temple. A combinação de Cage e Rand foi feito como uma homenagem a relação da dubla em Heróis de Aluguel.
- Finn Jones como Danny Rand / Punho de Ferro

Namorado de Collen, milionário, monge budista e especialista em artes marciais que tem a habilidade de invocar o "Punho de Ferro". No início da série desenvolve uma antipatia inicial por Luke Cage, mas isso muda ao longo da série. É incrivelmente hábil em luta e possui uma tatuagem de um dragão negro em seu peito.
- Élodie Yung como Elektra Natchios

Ex-namorada de Matt, uma ninja grega com grande habilidade com armas. Na série é chamada de "Céu Negro" e se torna uma arma da seita de Alexandra. Yung reprisa seu papel anterior em "Demolidor".
- Sigourney Weaver como Alexandra, a vilã da série.[10]
- Rosario Dawson como Claire Temple: Uma enfermeira que dá assistência médica aos vigilantes. Dawson reprisa seu papel de séries anteriores da Marvel/Netflix.
- Eka Darville como Malcolm Ducasse: Vizinho de Jessica Jones e assistente na Alias Investigações.
- Scott Glenn como Stick: Sensei de Murdock e líder da "O Casto", que ganha uma guerra contra "O Tentáculo". Glenn reprisa seu papel de Demolidor.
- Rachael Taylor como Trish Walker: Irmã adotiva e melhor amiga de Jessica Jones, com seu próprio talk show de rádio. Taylor reprisa seu papel de séries anteriores da Marvel/Netflix.
- Carrie-Anne Moss como Jeri Hogarth: Uma advogada e aliada de Jessica Jones e Rand. Moss reprisa seu papel de séries anteriores da Marvel/Netflix.
- Elden Henson como Foggy Nelson: Melhor amigo e sócio de Murdock. Henson reprisa seu papel de Demolidor.
- Simone Missick como Misty Knight: Uma detetive da polícia do Harlem com um forte senso de justiça, que está envolvida com Cage.
- Deborah Ann Woll como Karen Page: Uma jornalista e ex-assistente da Nelson & Murdock. Ann Woll reprisa seu papel de Demolidor.
- Jessica Henwick como Colleen Wing: Namorada de Rand e dona de um dojo em Nova York. Henwick reprisa seu papel de Punho de Ferro.

## Episódios
| N.º | Título                                        | Dirigido por          | Escrito por                                              | Lançamento           |
| --- | --------------------------------------------- | --------------------- | -------------------------------------------------------- | -------------------- |
| 1 | "The H Word" "(H de Herói)"                   | S. J. Clarkson        | Douglas Petrie & Marco Ramirez                           | 18 de agosto de 2017 |
| Enquanto estão caçando agentes do Tentáculo no Camboja, Danny Rand e Colleen Wing são informados de que a guerra em que estão lutando está ocorrendo na cidade de Nova York. Lá, Matt Murdock desistiu da vida como Demolidor e está trabalhando como advogado pro bono. Ele permanece em conflito devido a seus sentimentos por Elektra Natchios, que morreu lutando contra o Tentáculo. Luke Cage, teve seu nome limpo pelo ex-parceiro de Murdock, Foggy Nelson, volta da prisão para as ruas do Harlem, onde a detetive da polícia, Misty Knight, informa-o sobre os garotos locais que se envolveram com um negócio misterioso e acabaram morrendo. Depois de saber que todos os seus principais órgãos estão falhando e ela tem pouco tempo para viver, uma mulher informa seus colegas para acelerar seus planos e, posteriormente, observa com Natchios ressussitada pelo que parece ser um terremoto em Nova York, sentida por Rand e Wing enquanto eles retornam, e a investigadora particular Jessica Jones que descobre explosivos enquanto procuravam um marido desaparecido que um anônimo avisou para evitar pegar o caso.                                    |                                               |                       |                                                          |                      |
| 2 | "Mean Right Hook" "(Gancho de Direita)"       | S. J. Clarkson        | Lauren Schmidt Hissrich & Marco Ramirez                  | 18 de agosto de 2017 |
| Jones chama a polícia, mas Knight a vê levando alguma evidência enquanto ela sai da cena. Cage segue algumas pistas sobre os garotos locais, e os encontra enviados para limpar uma oficina onde vários inimigos do Tentáculo foram assassinados. Rand e Wing também estão investigando o laboratório, levando a uma luta entre Rand e Cage, que só termina quando a polícia chega. A misteriosa mulher, Alexandra, é informada de que os planos de seu grupo foram interrompidos por uma parede mística. Alexandra acredita que isso pode realmente ser uma porta, e interroga um velho inimigo, Stick, para obter respostas. Jones é avisada de sua investigação pela advogada Jeri Hogarth, que mais tarde disse a Nelson que evite as ações de Jones de sua empresa. Jones retorna ao apartamento dela para encontrar o homem desaparecido, John Raymond. Eles são atacados por Natchios, mas ele se mata primeiro. Jones persegue Natchios, mas é pega e preso por Knight. Murdock logo chega para servir como advogado de Jones, tendo feito um acordo com Nelson para realizar algum trabalho extra.                                                                  |                                               |                       |                                                          |                      |
| 3 | "Worst Behavior" "(Péssimo Comportamento)"    | Peter Hoar            | Lauren Schmidt Hissrich & Douglas Petrie                 | 18 de agosto de 2017 |
| Meses antes, o Tentáculo adquiriu a arma antiga Céu Negro—o corpo de Natchios—e usou o último de seus recursos para ressuscitá-la. Sob os ensinamentos de Alexandra, o Céu Negro estava preparado para lutar como uma arma contra os inimigos do Tentáculo. Nos dias atuais, Jones rejeita a ajuda de Murdock, mas ele se interessa por seu caso e começa a investigar ele mesmo. Cage diz a sua namorada Claire Temple sobre sua briga com Rand, a quem ela conhece. Temple organiza uma reunião entre os dois, na esperança de que eles possam trabalhar juntos para lutar contra o Tentáculo, mas eles enfrentam seus respectivos antecedentes. Inspirado por alguns dos comentários de Cage, Rand decide adotar uma abordagem diferente e usa sua influência corporativa para encontrar a nova sede do Tentáculo, Midland Circle. Cage visita a mãe de um dos garotos locais que o Tentáculo havia contratado, enquanto Jones investiga o trabalho de Raymond. Eles também descobrem uma conexão com Midland Circle. Cage chega lá para ajudar o Rand a lutar contra o Tentáculo, logo seguido por Jones e Murdock. Eles são atacados pelo Céu Negro, mas Rand a afasta. |                                               |                       |                                                          |                      |
| 4 | "Royal Dragon" "(Dragão Real)"                | Phil Abraham          | Douglas Petrie & Marco Ramirez                           | 18 de agosto de 2017 |
| Rand, Cage, Jones e Murdock escapam para um restaurante nas proximidades onde eles se escondem do Tentáculo. Com todos apresentados, Rand propõe que eles trabalhem em equipe para derrotar o Tentáculo, mas Murdock não está disposto a se envolver, e Jones sai. Stick escapa do Tentáculo e encontra o grupo, tendo já conhecido Murdock e conhecido os poderes de Rand. Ele explica que, há muito tempo, os anciãos de K'un-Lun se reuniram para estudar os poderes de cura do qi, mas cinco deles desejavam usar esse poder para viver para sempre e foram expulsos. Eles se tornaram os cinco do Tentáculo, e incluem Alexandra (que passou por muitos nomes ao longo dos séculos), Madame Gao, Sowande (que recrutou os garotos do Harlem), Murakami e o recém-chegado Bakuto. Agora, o Tentáculo derrotou todos os que se opõem a eles, exceto Stick e Punho de Ferro. Alexandra chega e oferece para poupar Nova York se Rand ficar com ela, já que seu plano exige o Punho de Ferro, mas ele rejeita sua oferta. O Céu Negro ataca, e Jones relutantemente volta a ajudar.                                                                                         |                                               |                       |                                                          |                      |
| 5 | "Take Shelter" "(Em Busca de Abrigo)"         | Uta Briesewitz        | Lauren Schmidt Hissrich & Douglas Petrie & Marco Ramirez | 18 de agosto de 2017 |
| O Tentáculo aparece no restaurante, e Murdock atrai o Céu Negro para longe da luta. Quando ele chama ela de Elektra, ela foge, mas não antes de impedir Murakami de matar Murdock. Cage sequestra Sowande enquanto os outros escapam. Depois que Sowande avisa que seus entes queridos serão alvo em seguida, o grupo convencerão seus amigos de ficarem com Knight no recinto da polícia até ficarem fora de perigo. Ao fazer isso, Wing é confrontada com Bakuto ressuscitado, que tentou, sem sucesso, recrutá-la para sua causa depois de criá-la como membro do Tentáculo antes de se encontrar e se juntar com Rand. Murdock decide retomar sua identidade de Demolidor, algo que diz respeito aos líderes do Tentáculo devido à sua relação com Natchios. Murakami questiona a confiança de Alexandra em relação ao Céu Negro para completar seus objetivos e observa que todos podem ser mortos agora que seus recursos foram usados por Natchios. Ele sugere que eles elaborem um novo plano sem Alexandra. Stick decapita Sowande quando tenta fugir da captura.                                                                                                   |                                               |                       |                                                          |                      |
| 6 | "Ashes, Ashes" "(Reduzido a Pó)"              | Stephen Surjik        | Drew Goddard & Marco Ramirez                             | 18 de agosto de 2017 |
| Agora percebendo que o Tentáculo quer ter o Punho de Ferro como uma chave para abrir algo, o grupo decide esconder Rand enquanto continuam a luta. No entanto, Rand discorda e ataca os outros. Eles o impedem e amarram-no, com Cage e Stick observando-o enquanto Jones e Murdock continuam a investigação de Raymond. Natchios começa a recuperar memórias de sua vida anterior, mas Alexandra insiste que ela não é mais essa pessoa. Enquanto isso, os outros líderes do Tentáculo descobrem a morte de Sowande e continuam a perder fé na liderança de Alexandra. Murdock e Jones descobrem que existe algo abaixo do Midland Circle, um buraco ao qual Murdock tinha encontrado anteriormente quando lidava com o Tentáculo. Eles retornam ao grupo com planos de atacar o prédio, encontrando Stick tentando matar Rand para evitar que o Tentáculo o use. Eles são interrompidos por Natchios, que mata Stick e leva Rand. Alexandra se diverte com os outros líderes sobre essa vitória, mas é assassinada por Natchios que reivindica a liderança do Tentáculo.                                                                                                   |                                               |                       |                                                          |                      |
| 7 | "Fish in the Jailhouse" "(Novatos na Cadeia)" | Félix Enríquez Alcalá | Lauren Schmidt Hissrich & Marco Ramirez                  | 18 de agosto de 2017 |
| Jones, Murdock e Cage acordam no recinto da polícia como suspeitos pelos assassinatos de Sowande e Stick. Eles contam a Knight sobre O Tentáculo, mas tentam não entrar nos detalhes ou deixá-la se envolver muito com o desapontamento de seus superiores. Os líderes principais do Tentáculo concordam em deixar Natchios perseguir seus objetivos, esperando que ela lhes conceda acesso à substância que eles precisam para evitar a morte (o último de seu suprimento foi usado em Natchios). Ela leva Rand abaixo do prédio para a porta mística que eles precisam que ele abra. Jones, Murdock e Cage escapam do recinto e vão ao Midland Circle, onde são confrontados por Gao, Bakuto e Murakami. Wing logo chega para ajudar, trazendo consigo os explosivos que Raymond estava armazenando. O grupo afasta os líderes do Tentáculo. Knight e Temple chegam logo depois, e Knight concorda em atrasar a polícia enquanto os outros chegam a Rand. Natchios engana Rand para abrir a porta, causando uma explosão que é sentida por toda a cidade. Rand desperta debaixo do esqueleto de um dragão.                                                                 |                                               |                       |                                                          |                      |
| 8 | "The Defenders" "(Os Defensores)"             | Farren Blackburn      | Lauren Schmidt Hissrich & Marco Ramirez                  | 18 de agosto de 2017 |
| Gao explica a Rand que, como ele, ganhou o poder do Punho de Ferro de um dragão, a substância que o Tentáculo usa para a ressurreição vem dos ossos dos dragões. O Tentáculo começa a colher o esqueleto, e Gao observa que isso irá enfraquecer os alicerces da cidade e causar destruição generalizada. Wing e Temple colocam os explosivos para destruir o edifício uma vez que os outros escapam. Eles são confrontados por Bakuto, que corta o braço de Knight quando ela chega para ajudar. Wing mata Bakuto, mas seu corpo dispara o temporizador para os explosivos. Jones, Murdock e Cage chegam na caverna para ajudar Rand, e eles lutam juntos contra os membros do Tentáculo. Quando Murdock percebe que os explosivos estão prestes a explodir, ele leva os outros para sair imediatamente. Ele continua a implorar com Natchios, e os dois ficam juntos enquanto o prédio implode em torno deles, bem como Gao e Murakami. Toda a situação está coberta, e Rand, Jones e Cage olham para seguir em frente com suas vidas, protegendo a cidade. Murdock mais tarde acorda com uma freira ao seu lado.                                                          |                                               |                       |                                                          |                      |

## Produção

### Desenvolvimento
Em outubro de 2013, Deadline informou que a Marvel estava preparando quatro séries dramáticas e uma minissérie, num total de 60 episódios, para oferecer a serviços sob demanda e canais por assinatura, com Netflix, Amazon e WGN America expressando interesse. Algumas semanas depois,a Marvel anunciou que iria fornecer Netflix com séries em live-action centrada em torno de Demolidor, Jessica Jones, Luke Cage e Punho de Ferro, que levam a uma mini-série baseada nos Defensores. Este formato foi escolhido devido ao sucesso de Os Vingadores, para o qual os personagens de Homem de Ferro, Hulk, Thor e Capitão América foram todos introduzidos separadamente antes de serem unidos no filme. Em janeiro de 2015, o título oficial foi revelado a ser Marvel's The Defenders.
Em novembro de 2015, o editor-chefe da Marvel Comics, Joe Quesada afirmou que não houve nenhuma trepidação da Marvel em mudar a equipe original e clássica dos Defensores (Doutor Estranho, Hulk, Namor e Surfista Prateado) para Demolidor, Jessica Jones, Luke Cage e Punho de Ferro, "porque, em geral, ninguém sabe quem são os Defensores. Então, a ideia de levar o conceito, o nome e o tema e aplicando-a [ao Universo Cinematográfico Marvel] é algo totalmente natural" acrescentando que a Marvel tem "um conceito maravilhoso" por trás do porquê eles estão neste grupo e por que são chamados de Defensores.
Em abril de 2016, a Marvel anunciou que Douglas Petrie e Marco Ramirez, os showrunners da segunda temporada de Demolidor, também serviriam como showrunners e produtores executivos em Os Defensores da Marvel, juntamente com Drew Goddard, criador da série do Demolidor, também servindo como produtor executivo da minissérie. Em janeiro de 2015, o COO Ted Sarandos da Netflix havia afirmado que a série era "qualificada para ter múltiplas temporadas com certeza" e a Netflix olharia para "o quão bem [elas] estão abordando tanto a base de fãs da Marvel quanto a base de fãs mais ampla" para determinar se temporadas adicionais seriam apropriadas. Todavia, em julho de 2016, Jeph Loeb, o chefe e produtor executivo da Marvel Television, se referiu à minissérie como um evento único, em vez de uma temporada abordando uma história em andamento. Loeb também confirmou que a minissérie teria oito episódios, e afirmou que Petrie e Ramirez iriam se consultar com Melissa Rosenberg, Cheo Hodari Coker e Scott Buck — os showrunners de Jessica Jones, Luke Cage e Punho de Ferro, respectivamente — para saber sobre como "seus personagens iriam reagir" a determinadas situações; os demais showrunners leram cada um dos scripts para Os Defensores no intuito de fornecer ideias a respeito do mundo de cada personagem individualmente. Sobre tal colaboração, Petrie falou especificamente sobre Rosenberg, afirmando que ela era "maravilhosa porque ela está nesta posição de ser uma colega artística e nos deixa fazer o que fazemos, ao mesmo tempo em que ama seu caráter e é protetora de seu caráter e querendo-nos para obtê-lo direito e querendo-nos guiar e ajudar, mas também somos livres." Rosenberg acrescentou que todos os showrunners das outras séries "se sentiram realmente incluídos no processo." Loeb comparou essa relação com a abordagem de Joss Whedon com o crossover similar ao visto no filme do UCM, Os Vingadores, para os quais Whedon "procurou toda a contribuição criativa de todos que trabalharam em Homem de Ferro, Hulk, Capitão América e Thor, ao mesmo tempo em que teve que fazer Os Vingadores sua própria coisa."
No início das filmagens em outubro de 2016, Petrie deixou a série como co-showrunner. Loeb explicou: "Chegamos no ponto em que os roteiros foram concluídos, e queríamos que Marco continuasse, e Doug seguiu outros caminhos".

### Design
Stephanie Maslansky é a figurinista de Os Defensores, após exercer a mesma função nas outras séries anteriores da Marvel com a Netflix.

### Música
Em fevereiro de 2017, John Paesano foi anunciado como o compositor para a minissérie, depois de compor para as duas primeiras temporadas de Demolidor. O álbum da trilha sonora foi lançado digitalmente pela Hollywood Records e Marvel Music em 17 de agosto de 2017.
Todas as músicas foram compostas por John Paesano.
| Lista de faixas |                            |         |  |
| N.º             | Título                     | Duração |  |
| 1.              | "The Defenders Main Title" | 1:18    |  |
| 2.              | "Allies Aren't Alone"      | 3:42    |  |
| 3.              | "Terminal"                 | 2:39    |  |
| 4.              | "Trailing Jones"           | 2:44    |  |
| 5.              | "Board Room"               | 5:36    |  |
| 6.              | "Our Weapon"               | 3:27    |  |
| 7.              | "Aliasing"                 | 1:54    |  |
| 8.              | "Chinese Drive Through"    | 1:35    |  |
| 9.              | "Restaurant Fight"         | 2:35    |  |
| 10.             | "Alexandra"                | 3:59    |  |
| 11.             | "Old Friends"              | 2:49    |  |
| 12.             | "A Bone to Pick"           | 2:32    |  |
| 13.             | "Kung Fu Party"            | 3:45    |  |
| 14.             | "Protect My City"          | 5:36    |  |
| 15.             | "The Defenders"            | 5:04    |  |
| Duração total:  | Duração total:             | 49:15   |  |

### Conexões com o Universo Cinematográfico Marvel
Os Defensores é a minissérie final ordenada pela Netflix, logo depois de Demolidor, Jessica Jones, Luke Cage e Punho de Ferro. Em agosto de 2014, Vincent D'Onofrio, o Wilson Fisk em Demolidor, afirmou que após a "série de coisas com a Netflix", a Marvel tem "um plano maior para ramificar". Em março de 2015, Loeb falou sobre a possibilidade da série se cruzar com os filmes do UCM e as série de televisão da ABC, dizendo: "Tudo existe no mesmo universo. Como é agora, da mesma forma que nossos filmes começaram auto-contidos e, em seguida, quando chegamos em Os Vingadores, tornou-se mais prático para o Capitão América fazer um pequeno crossover em Thor 2 e para Bruce Banner aparecer no final de Homem de Ferro 3. Temos que aproveitar isso. O público precisa entender quem são todos esses personagens e o que o mundo é antes de você começar a misturá-los em termos de onde ele está indo. 

## Lançamento
Os Defensores foi lançado em 18 de agosto de 2017 no serviço de streaming da Netflix, em todo o mundo, na qualidade Ultra HD 4K em alta faixa dinâmica. Os episódios totalizando aproximadamente oito horas de duração foram lançados simultaneamente, em oposição ao formato comum de séries, para incentivar maratonas, um formato que tem sido bem sucedido em outras séries da Netflix.

### Marketing
Na San Diego International Comic-Con 2016, um teaser trailer foi mostrado destacando a palavra "Defender" formada a partir de pedaços de papeis dos logos das quatro séries anteriores, junto com Scott Glenn reprisando seu papel como Stick de Demolidor, fornecendo uma voz perguntando como os quatro heróis acham que podem salvar Nova York, quando eles não podem salvar a si mesmos. Posteriormente na New York Comic-Con daquele mesmo ano, os quatro atores de Defenders apareceram juntos no palco, juntamente com Weaver, para promover a minissérie.